# Orcier
Orcier é uma comuna francesa na região administrativa de Auvérnia-Ródano-Alpes, no departamento da Alta Saboia. Estende-se por uma área de 9.39 km². Em 2010 a comuna tinha 1 036 habitantes (densidade: 110,3 hab./km²).